# Open Gaz de France 1999 - Qualificazioni singolare
Le qualificazioni del singolare  dell'Open Gaz de France 1999 sono state un torneo di tennis preliminare per accedere alla fase finale della manifestazione. I vincitori dell'ultimo turno sono entrati di diritto nel tabellone principale. In caso di ritiro di uno o più giocatori aventi diritto a questi sono subentrati i lucky loser, ossia i giocatori che hanno perso nell'ultimo turno ma che avevano una classifica più alta rispetto agli altri partecipanti che avevano comunque perso nel turno finale.

## Giocatrici

### Teste di serie
1. Miriam Oremans (primo turno)
2. Karina Habšudová (qualificata)
3. Anne-Gaëlle Sidot (qualificata)
4. n.a.

1. Els Callens (primo turno)
2. Maureen Drake (secondo turno)
3. Larisa Neiland (primo turno, ritiro)
4. Silvija Talaja (primo turno)

### Qualificate
1. Åsa Svensson
2. Anne-Gaëlle Sidot

1. Sandra Načuk
2. Karina Habšudová

#### Lucky Losers
1. Laurence Courtois
2. Laurence Andretto

1. Sandra Kleinová

## Tabellone qualificazioni

### Legenda
| - Q = Qualificato - WC = Wild card - LL = Lucky loser | - ALT = Alternate - SE = Special Exempt - PR = Protected Ranking | - w/o = Walkover - r = Ritirato - d = Squalificato |

### Sezione 1
|  | Primo turno           | Primo turno           | Primo turno           | Primo turno | Primo turno |  |  | Secondo turno     | Secondo turno     | Secondo turno     | Secondo turno | Secondo turno |   |   | Ultimo turno      | Ultimo turno      | Ultimo turno      | Ultimo turno | Ultimo turno |  |
|  |                       |                       |                       |             |             |  |  |                   |                   |                   |               |               |   |   |                   |                   |                   |              |              |  |
|  | 1                     | Miriam Oremans        | 2                     | 7           | 4           |  |  |                   |                   |                   |               |               |   |   |                   |                   |                   |              |              |  |
|  |                       | Laura Golarsa         | 6                     | 5           | 6           |  |  | Laura Golarsa     | Laura Golarsa     | Laura Golarsa     | 5             | 5             |   |   |                   |                   |                   |              |              |  |
|  | Laurence Courtois     | Laurence Courtois     | Laurence Courtois     | 6           | 6           |  |  | Laurence Courtois | Laurence Courtois | Laurence Courtois | 7             | 7             |   |   |                   |                   |                   |              |              |  |
|  | Barbara Schwartz      | Barbara Schwartz      | Barbara Schwartz      | 2           | 3           |  |  |                   |                   |                   |               |               |   |   | Laurence Courtois | Laurence Courtois | Laurence Courtois | 3            | 2            |  |
|  | Adriana Serra Zanetti | Adriana Serra Zanetti | Adriana Serra Zanetti | 5           | 3           |  |  |                   |                   | Åsa Svensson      | Åsa Svensson  | Åsa Svensson  | 6 | 6 |                   |                   |                   |              |              |  |
|  | Åsa Svensson          | Åsa Svensson          | Åsa Svensson          | 7           | 6           |  |  | Åsa Svensson      | Åsa Svensson      | 6                 | 64            | 6             |   |   |                   |                   |                   |              |              |  |
|  |                       | Denisa Chládková      | Denisa Chládková      | 6           | 6           |  |  | Denisa Chládková  | Denisa Chládková  | 0                 | 7             | 4             |   |   |                   |                   |                   |              |              |  |
|  | 8                     | Silvija Talaja        | Silvija Talaja        | 4           | 3           |  |  |                   |                   |                   |               |               |   |   |                   |                   |                   |              |              |  |

### Sezione 2
|  | Primo turno       | Primo turno           | Primo turno           | Primo turno | Primo turno |  |  | Secondo turno | Secondo turno     | Secondo turno     | Secondo turno     | Secondo turno |   |   | Ultimo turno | Ultimo turno      | Ultimo turno | Ultimo turno | Ultimo turno |  |
|  |                   |                       |                       |             |             |  |  |               |                   |                   |                   |               |   |   |              |                   |              |              |              |  |
|  | 3                 | Anne-Gaëlle Sidot     | Anne-Gaëlle Sidot     | 6           | 7           |  |  |               |                   |                   |                   |               |   |   |              |                   |              |              |              |  |
|  |                   | Evgenija Kulikovskaja | Evgenija Kulikovskaja | 1           | 5           |  |  | 3             | Anne-Gaëlle Sidot | Anne-Gaëlle Sidot | 6                 | 6             |   |   |              |                   |              |              |              |  |
|  | WC                | Eléni Daniilídou      | 0                     | 6           | 5           |  |  |               | Flora Perfetti    | Flora Perfetti    | 2                 | 3             |   |   |              |                   |              |              |              |  |
|  |                   | Flora Perfetti        | 6                     | 4           | 7           |  |  |               |                   |                   |                   |               |   |   | 3            | Anne-Gaëlle Sidot | 6            | 2            | 6            |  |
|  | Olga Lugina       | Olga Lugina           | 7                     | 2           | 5           |  |  |               |                   |                   | Laurence Andretto | 4             | 6 | 1 |              |                   |              |              |              |  |
|  | Laurence Andretto | Laurence Andretto     | 62                    | 6           | 7           |  |  |               | Laurence Andretto | Laurence Andretto | 6                 | 7             |   |   |              |                   |              |              |              |  |
|  |                   | Marlene Weingärtner   | Marlene Weingärtner   | 3           | 3           |  |  | 6             | Maureen Drake     | Maureen Drake     | 1                 | 5             |   |   |              |                   |              |              |              |  |
|  | 6                 | Maureen Drake         | Maureen Drake         | 6           | 6           |  |  |               |                   |                   |                   |               |   |   |              |                   |              |              |              |  |

### Sezione 3
|  | Primo turno      | Primo turno       | Primo turno       | Primo turno | Primo turno |  |  | Secondo turno   | Secondo turno   | Secondo turno   | Secondo turno | Secondo turno |   |   | Ultimo turno    | Ultimo turno    | Ultimo turno    | Ultimo turno | Ultimo turno |  |
|  |                  |                   |                   |             |             |  |  |                 |                 |                 |               |               |   |   |                 |                 |                 |              |              |  |
|  | 5                | Els Callens       | Els Callens       | 0           | 6           |  |  |                 |                 |                 |               |               |   |   |                 |                 |                 |              |              |  |
|  |                  | Petra Begerow     | Petra Begerow     | 6           | 7           |  |  | Petra Begerow   | Petra Begerow   | Petra Begerow   | 0             | 2             |   |   |                 |                 |                 |              |              |  |
|  | Sandra Kleinová  | Sandra Kleinová   | Sandra Kleinová   | 6           | 6           |  |  | Sandra Kleinová | Sandra Kleinová | Sandra Kleinová | 6             | 6             |   |   |                 |                 |                 |              |              |  |
|  | Miriam Schnitzer | Miriam Schnitzer  | Miriam Schnitzer  | 3           | 1           |  |  |                 |                 |                 |               |               |   |   | Sandra Kleinová | Sandra Kleinová | Sandra Kleinová | 3            | 62           |  |
|  | Sandra Načuk     | Sandra Načuk      | Sandra Načuk      | 6           | 6           |  |  |                 |                 | Sandra Načuk    | Sandra Načuk  | Sandra Načuk  | 6 | 7 |                 |                 |                 |              |              |  |
|  | Anca Barna       | Anca Barna        | Anca Barna        | 3           | 1           |  |  | Sandra Načuk    | Sandra Načuk    | Sandra Načuk    | 7             | 6             |   |   |                 |                 |                 |              |              |  |
|  |                  | Julia Abe         | Julia Abe         | 6           | 6           |  |  | Julia Abe       | Julia Abe       | Julia Abe       | 63            | 4             |   |   |                 |                 |                 |              |              |  |
|  | Alt              | Germana Di Natale | Germana Di Natale | 2           | 0           |  |  |                 |                 |                 |               |               |   |   |                 |                 |                 |              |              |  |

### Sezione 4
|  | Primo turno             | Primo turno             | Primo turno             | Primo turno | Primo turno |  |  | Secondo turno    | Secondo turno    | Secondo turno    | Secondo turno    | Secondo turno    |   |   | Ultimo turno | Ultimo turno     | Ultimo turno     | Ultimo turno | Ultimo turno |  |
|  |                         |                         |                         |             |             |  |  |                  |                  |                  |                  |                  |   |   |              |                  |                  |              |              |  |
|  | 7                       | Larisa Neiland          | 6                       | 1           | 0r          |  |  |                  |                  |                  |                  |                  |   |   |              |                  |                  |              |              |  |
|  |                         | Adriana Gerši           | 4                       | 6           | 1           |  |  | Adriana Gerši    | Adriana Gerši    | 7                | 2                | 4                |   |   |              |                  |                  |              |              |  |
|  | Stéphanie Foretz        | Stéphanie Foretz        | 6                       | 4           | 6           |  |  | Stéphanie Foretz | Stéphanie Foretz | 63               | 6                | 6                |   |   |              |                  |                  |              |              |  |
|  | Sophie Georges          | Sophie Georges          | 0                       | 6           | 4           |  |  |                  |                  |                  |                  |                  |   |   |              | Stéphanie Foretz | Stéphanie Foretz | 3            | 1            |  |
|  | Antonella Serra Zanetti | Antonella Serra Zanetti | Antonella Serra Zanetti | 3           | 0           |  |  |                  |                  | 2                | Karina Habšudová | Karina Habšudová | 6 | 6 |              |                  |                  |              |              |  |
|  | Sophie Lefèvre          | Sophie Lefèvre          | Sophie Lefèvre          | 6           | 6           |  |  |                  | Sophie Lefèvre   | Sophie Lefèvre   | 4                | 1                |   |   |              |                  |                  |              |              |  |
|  |                         | Lea Ghirardi            | Lea Ghirardi            | 1           | 2           |  |  | 2                | Karina Habšudová | Karina Habšudová | 6                | 6                |   |   |              |                  |                  |              |              |  |
|  | 2                       | Karina Habšudová        | Karina Habšudová        | 6           | 6           |  |  |                  |                  |                  |                  |                  |   |   |              |                  |                  |              |              |  |